# Apothekerskink
Der Apothekerskink (Scincus scincus, früher auch Scincus officinalis) (auch, z. T. umgangssprachlich bzw. veraltet: Stinzeidechse, Lacerta Stincus, Stincus marinus, Meerstinz, Stinke-Marie) ist eine kurz auch nur Skink (von lateinisch Scincus) genannte, in Libyen, Ägypten und Arabien verbreitete Echsenart und gehört zu der Familie der Skinke (Scincidae).
Namensgebend war die Heilwirkung, die der Echse im Altertum gegen verschiedene Krankheiten und Gebrechen zugeschrieben wurde. Die Echse wurde pulverisiert oder zur Asche verbrannt und in Apotheken verkauft. Die Araber nutzten das Pulver als Aphrodisiakum. Bis ins 19. Jahrhundert war diese Verwendung auch in Europa verbreitet. Im alten Ägypten wurde die Echse einbalsamiert und den Mumien als Grabbeigabe in die Gräber gelegt.

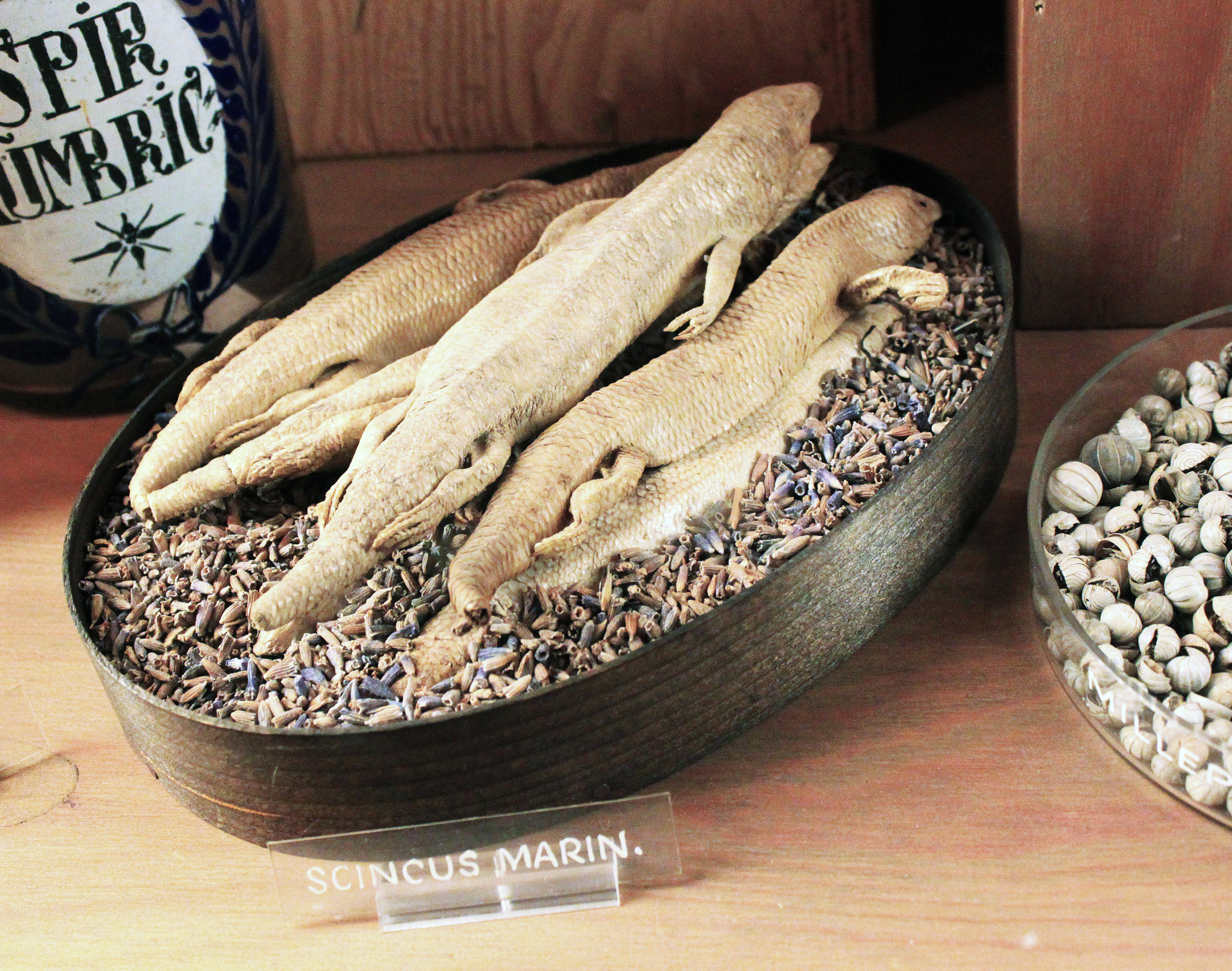
Getrocknete Apothekerskinke im Deutschen Apotheken-Museum, Heidelberg

## Merkmale
Apothekerskinke erreichen eine Größe von ungefähr 20 Zentimetern. Sie verfügen über sehr glatte Schuppen, in deren Zwischenräume keine Sandkörner eindringen können und die die Reibung beim „Schwimmen“ im Sand reduzieren (Sandfischeffekt). Die Haut ist sehr abriebfest, sie zeigt insbesondere geringen Abrieb durch Sand. Die Augen und Nasenöffnungen sind verschließbar. Apothekerskinke sind durch ihre rötlich-gelbe bis braungelbe Färbung im Sand hervorragend getarnt. Ihre Schnauze ist keilförmig abgeflacht. Zusätzlich verfügen die Tiere zwischen ihren „Zehen“ über Fransenschuppen (ähnlich wie beim Europäischen Fransenfinger), die das Graben erleichtern und mit denen sie besser Halt finden können. Beides ermöglicht ihnen, sehr schnell in den Sand zu tauchen.

## Vorkommen
Apothekerskinke kommen in Nordafrika und Saudi-Arabien vor und bewohnen dort Sandwüsten wie die Sahara.

## Lebensweise

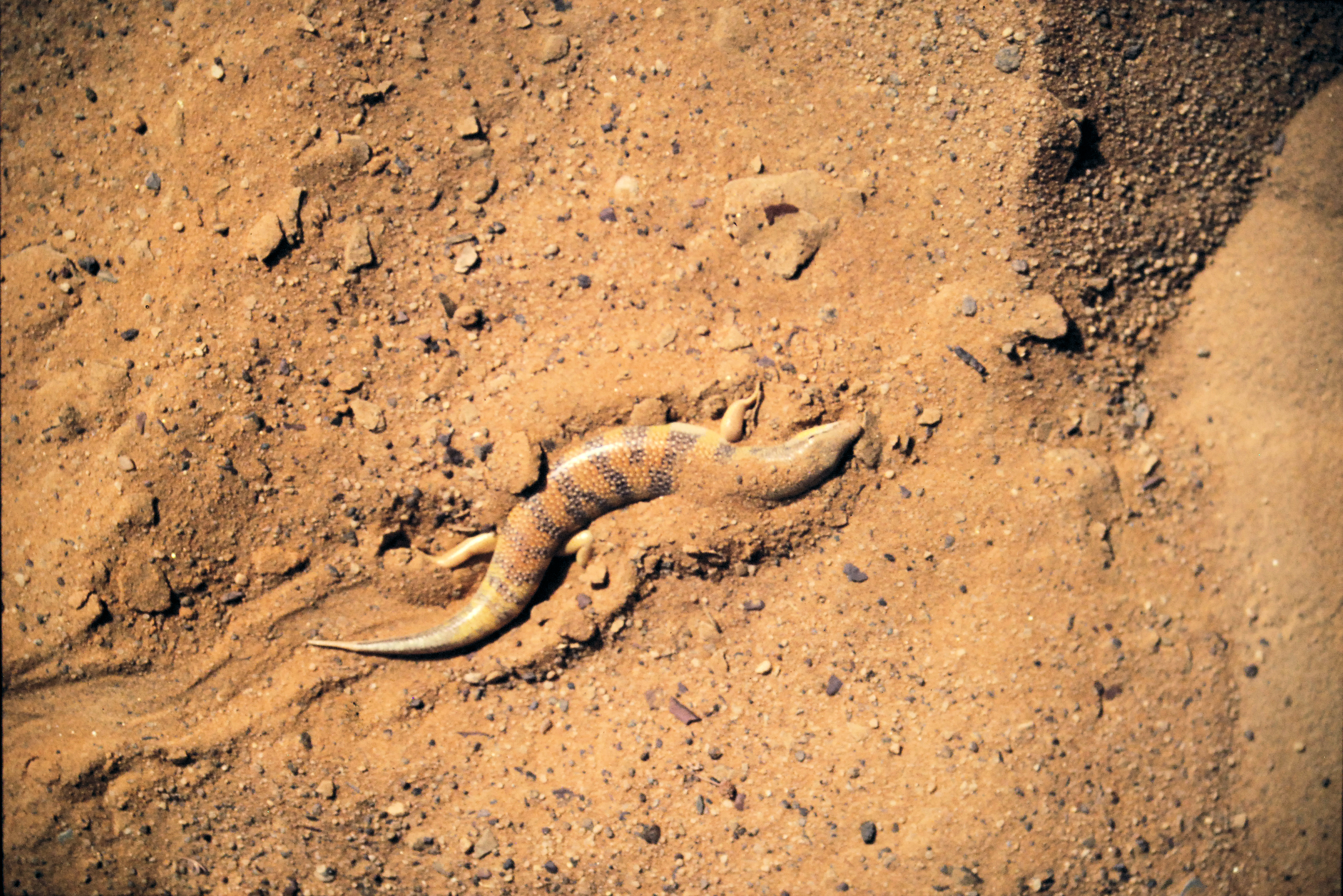
Durch schnelle Schlängelbewegungen lockern Apotherskinke den Sandboden lokal auf und können sich in kürzester Zeit eingraben.

Apotherskinke sind psammophil (sandliebend). Wegen seiner Fortbewegungsart, die dem Schwimmen eines Fisches im Wasser ähnelt, bekam der Apothekerskink den Beinamen Sandfisch (englisch sandfish lizard, siehe jedoch die Seite Sandfisch). Sein Lebensraum ist der feine äolische Wüstensand, in den sich die Echse die meiste Zeit, besonders bei hohen Temperaturen oder auf der Flucht vor Feinden wie dem Wüstenwaran oder der Diademnatter eingräbt. Unter der Oberfläche schwimmt S. scincus mit angezogenen Beinen in einer konsistenten sinusförmigen Welle mit durchschnittlich 10 cm/s. Seine Schwimmgeschwindigkeit ist direkt von der Frequenz {\displaystyle f} der Welle abhängig. Das optimale Verhältnis zwischen Bewegungs-Amplitude und Wellenlänge ({\textstyle R={\frac {A}{\lambda }}}) beträgt dabei unabhängig von der Schüttdichte des Sandes ~ 0,2. Unter kontrollierten Bedingungen wurde mittels Röntgenaufnahmen in diesem Zusammenhang ebenfalls beobachtet, dass S. scincus bei höherer Schüttdichte die Frequenz {\displaystyle f} steigert und demzufolge seine Schwimmgeschwindigkeit.
Seiner Beute lauert der Apothekerskink oft unter der Sandoberfläche auf und schnellt bei Erschütterungen durch ein potentielles Beutetier hervor. Unter dem Sand kann er Insekten bis zu etwa 15 Zentimeter entfernt präzise lokalisieren. Beim Gehen steckt der Skink von Zeit zu Zeit seinen Kopf unter die Sandoberfläche, wahrscheinlich um Vibrationen besser wahrzunehmen.
Um seine Atemorgane vor eindringendem Sand zu schützen, verfügt der Apothekerskink über ein aerodynamisches Filtersystem. Die Morphologie der Nasenhöhle und spezifische Ventilationsrhythmen verhindern, dass Staubpartikel in die Lunge gelangen.
Apotherskinke kommen im Wesentlichen nur aus dem Sand, um zu fressen, zu defäkieren oder sich zu paaren.

### Ernährung
Apothekerskinke ernähren sich von Spinnentieren und Insekten wie Käfern und Heuschrecken.

### Fortpflanzung
Zur Paarung setzt sich das Männchen auf den Rücken des Weibchens und beißt sich in dessen Nacken fest. Mit seinem Schwanz schiebt es den Schwanz des Weibchens nach oben und bringt seine Kloake an die des Weibchens. Die Paarung findet dabei in Bewegung statt und kann einige Sekunden bis zu drei Minuten dauern. Sandfische werden in der deutschen Literatur häufig als lebendgebärend beschrieben, legen jedoch bei Terrarienhaltung wenige Wochen nach der Paarung 2–10 Eier in den Sand.